# Ozola plana
Ozola plana là một loài bướm đêm trong họ Geometridae.